# دبق محدد
الدبق المُحدد أو  الغشاء المحدّد الدبقي يشكل هو حاجز رقيقة من عمليات القدم النجمية المرتبطة بالصفيحة القاعدية البرنشيمية المحيطة بالدماغ والحبل الشوكي. وهي الطبقة الخارجية للأنسجة العصبية، ومن بين مسؤولياتها منع الهجرة المفرطة للخلايا العصبية والخلايا العصبية الخلايا الداعمة للجهاز العصبي إلى السحايا. يلعب الدبق المُحدد أيضًا دورًا مهمًا في تنظيم حركة الجزيئات الصغيرة والخلايا في أنسجة المخ من خلال العمل بالتنسيق مع المكونات الأخرى للجهاز العصبي المركزي (CNS) مثل الحاجز الدموي الدماغي (BBB).